# Francouzské departementy
Departement (francouzsky département, výslovnost departəmã) je jednotka administrativního a samosprávného územního členění Francouzské republiky. Každý z 101 francouzských departementů (roku 2021) se dělí na několik málo arrondissementů, nadřazenou jednotkou jsou regiony. Dělení na departementy bylo zavedeno za francouzské revoluce a bylo převzato i v dalších zemích.

## Popis
Území Francouzské republiky se v současné době dělí na 101 departementů, z nichž 5 jsou departementy zámořské (Département d'outre-mer, DOM). Průměrný departement má rozlohu téměř 6 000 km2 a něco přes půl milionu obyvatel. Rozlohou se tedy blíží českému kraji, má však o něco méně obyvatel. Je v průměru téměř třikrát větší než tradiční britská hrabství (county), i v tomto srovnání má také obyvatel o něco méně. Departementy se dále dělí na administrativní arrondisementy (arrondissement), ty dále na kantony (canton) a nakonec na samosprávné obce (commune). Departement je jednotkou státní správy i občanské samosprávy.

### Správní jednotka veřejného práva
Departement jako správní jednotka veřejného práva se nazývá také prefektura. Je řízena prefektem (francouzsky préfet du département), jmenovaným přímo prezidentem, a člení se na podprefektury (sous-préfecture) vedené podprefekty (sous-préfet). Na departementy se Francie dělí od roku VIII Francouzské revoluce (1799–1800). Na základě těchto departementů je spravována řada státních institucí, mimo jiné Rada departmentu pro výbavu (Direction départementale de l'équipement, DDE) či Rada departementu pro záležitosti zdravotní a sociální (Direction départementale des affaires sanitaires et sociales, DDASS).

### Decentralizované místní společenství

Departement je též samosprávné čili decentralizované místní společenství, řízené generální radou (krajskou radou, fr. conseil général), která se volí všeobecným hlasováním tak, aby se každé tři roky obměnila polovina zastupitelů. Volební mandát zastupitele je tedy 6 let. V čele generální rady stojí její prezident.

## Historie
Návrh na rozdělení země na departementy předložil králi Ludvíku XIV. už roku 1665 Marc-René d'Argenson. Mělo sloužit lepšímu rozložení daňových břemen i státní správy silnic a mostů. Departementy zavedl francouzský parlament 4. března 1790 hlavně proto, aby se oslabila lokální solidarita v rámci historických a feudálních regionů a naopak posílila loajalita k centrální vládě a státu. Departement byl vymezen tak, aby každý občan mohl za dva dny dojet na koni do centra a vrátit se domů. Departementy byly nově pojmenovány, hlavně podle řek a hor, aby se zastřely historické souvislosti. Byly seřazeny podle abecedy, očíslovány od 1 (Ain) do 83 (Yonne) a tato čísla se od té doby hojně používají k poštovním a administrativním účelům a dodnes jsou i na číslech aut.
Roku 1950 byly zřízeny větší administrativní jednotky, regiony, kterých je v současné době 18. Jejich význam patrně poroste a Francie dokonce uvažuje o zrušení departementů.

## Číslování
Zpočátku (1790) byly departementy označovány čísly (01 až 83) jen pro poštovní účely. Na každou zásilku byla umísťována pečeť s číslem výchozího departementu. Tento poštovní systém fungoval několik let, později byl ale zrušen. Ve dvacátém století byl přidáním 5 dalších departementů (Alpes-Maritimes, Loire, Savojsko, Horní Savojsko a Tarn-et-Garonne) vytvořen nový seznam, v němž byly roku 1922 departementy seřazeny podle abecedy a kvůli změnám po první světové válce byl jejich počet modifikován na 89, přičemž číslo 1 měl departement Ain a 89 Yonne. Ve stejném roce byl z území kolem Belfortu vytvořen departement Territoire de Belfort s číslem 90.
V roce 1964 došlo ke změnám administrativního dělení v regionu Île-de-France a k vytvoření departementů Paris (získal číslo 75 patřící do té doby departementu Seine), Yvelines (přejímající číslo 78 místo Seine-et-Oise) a dále Hauts-de-Seine, Seine-Saint-Denis, Val-de-Marne a Val-d'Oise, které byly zařazeny na konec seznamu a získaly tak čísla 91 až 95.
V roce 1976 byla Korsika (departement La Corse, číslo 20) rozdělena na dva departementy, Corse-du-Sud (2A) a Haute-Corse (2B). Zámořským departementům byla přidělena čísla 971 až 974, přičemž číslo 96 bylo vynecháno.
Čísla departementů jsou dnes Francouzi hojně používána i v běžném životě. Nacházejí se kupříkladu na registračních značkách automobilů, na začátku všech poštovních směrovacích čísel či v kódech INSEE (obdoba českých rodných čísel).
Ostatní francouzská území, která nemají status departementu, mají čísla vytvořená obdobným způsobem. Zámořská společenství (jejichž status je departementu podobný) Saint Pierre a Miquelon a Mayotte mají čísla 975 a 976, Wallis a Futuna, Francouzská Polynésie a Nová Kaledonie mají čísla 986, 987 a 988.
Monako, přestože se jedná o nezávislý stát, používá pro poštovní směrovací kódy na svém území jako začáteční číslo 98 přidělené francouzskou poštou. Andorra jako další nezávislý stát ležící na hranicích s Francií je ale odmítla.

## Mapa se seznamem departementů
| \| \| Departementy Francie \| | | | |
| Metropolitní Francie : 01 Ain 02 Aisne 03 Allier 04 Alpes-de-Haute-Provence 05 Hautes-Alpes 06 Alpes-Maritimes 07 Ardèche 08 Ardennes 09 Ariège 10 Aube 11 Aude 12 Aveyron 13 Bouches-du-Rhône 14 Calvados 15 Cantal 16 Charente 17 Charente-Maritime 18 Cher 19 Corrèze 2A Corse-du-Sud 2B Haute-Corse 21 Côte-d'Or 22 Côtes-d'Armor 23 Creuse 24 Dordogne 25 Doubs 26 Drôme 27 Eure | 28 Eure-et-Loir 29 Finistère 30 Gard 31 Haute-Garonne 32 Gers 33 Gironde 34 Hérault 35 Ille-et-Vilaine 36 Indre 37 Indre-et-Loire 38 Isère 39 Jura 40 Landes 41 Loir-et-Cher 42 Loire 43 Haute-Loire 44 Loire-Atlantique 45 Loiret 46 Lot 47 Lot-et-Garonne 48 Lozère 49 Maine-et-Loire 50 Manche 51 Marne 52 Haute-Marne 53 Mayenne 54 Meurthe-et-Moselle 55 Meuse 56 Morbihan | 57 Moselle 58 Nièvre 59 Nord 60 Oise 61 Orne 62 Pas-de-Calais 63 Puy-de-Dôme 64 Pyrénées-Atlantiques 65 Hautes-Pyrénées 66 Pyrénées-Orientales 67 Bas-Rhin 68 Haut-Rhin 69 Rhône 70 Haute-Saône 71 Saône-et-Loire 72 Sarthe 73 Savojsko 74 Horní Savojsko 75 Paříž 76 Seine-Maritime 77 Seine-et-Marne 78 Yvelines 79 Deux-Sèvres 80 Somme 81 Tarn 82 Tarn-et-Garonne 83 Var 84 Vaucluse 85 Vendée | 86 Vienne 87 Haute-Vienne 88 Vosges 89 Yonne 90 Territoire de Belfort 91 Essonne 92 Hauts-de-Seine 93 Seine-Saint-Denis 94 Val-de-Marne 95 Val-d'Oise Zámořské departementy : 971 Guadeloupe 972 Martinik 973 Francouzská Guyana 974 Réunion 976 Mayotte mají současně status regionů i departmentů Další zámořská území : 975 Saint Pierre a Miquelon 977 Svatý Bartoloměj 978 Svatý Martin 984 Francouzská jižní a antarktická území 986 Wallis a Futuna 987 Francouzská Polynésie 988 Nová Kaledonie |
| | Departementy Francie | | |